# إميلي نيوتن بارتو
إميلي نيوتن بارتو (بالإنجليزية: Emily Newton Barto)‏ (و. 1896 – 1968 م) هي رسامة من الولايات المتحدة الأمريكية ولدت في باتشوغو.